# Бакталорантхаза
Бакталорантхаза (мађ. Baktalórántháza) град је у североисточној Мађарској. Бакталорантхаза је значајан град у оквиру жупаније Саболч-Сатмар-Берег.
Град је имао 4.295 становника према подацима из 2005. године.

## Географија
Град Бакталорантхаза се налази у крајње североисточном делу Мађарске. Од престонице Будимпеште град је удаљен 260 километара источно. Од обласног средишта, града Њиређхазе, Захоњ је удаљен 28 километара источно.
Бакталорантхаза се налази у крајње североисточном делу Панонске низије. Надморска висина града је око 130 m. Око града је равничарско подручје.

## Становништво
| 2017. |
| ----- |
| 3.962 |